# Drosophila pennae
Drosophila pennae este o specie de muște din genul Drosophila, familia Drosophilidae, descrisă de Bock și Wheeler în anul 1972. Conform Catalogue of Life specia Drosophila pennae nu are subspecii cunoscute.